# EX-391
La EX-391 es una carretera de titularidad de la Junta de Extremadura. Su categoría es local. La denominación oficial es   EX-391 , de   EX-203  a Monasterio de Yuste.

## Historia de la carretera
Es la antigua CC-913, transferida por el Estado en 1984, que fue renombrada en el cambio del catálogo de Carreteras de la Junta de Extremadura en el año 1997.

## Inicio
Tiene su origen en la intersección con la   EX-203  en la localidad de Cuacos de Yuste.

## Final
El final está en el Monasterio de Yuste.

## Trazado, localidades y carreteras enlazadas
La longitud real de la carretera es de 1.850 m, de los que la totalidad discurren en la provincia de Cáceres.
Su desarrollo es el siguiente:
| P. K.         | HITO                             |
| ------------- | -------------------------------- |
| 0+000         | Inicio: EX-203 (Cuacos de Yuste) |
| 0+000 - 0+170 | Travesía de Cuacos de Yuste      |
| 1+850         | Fin: Monasterio de Yuste         |

## Otros datos de interés
(IMD, estructuras singulares, tramos desdoblados, etc.).
El ancho de la plataforma es de 5 metros, sin pintura de separación de carriles de diferente sentido.
Los datos sobre Intensidades Medias Diarias en el año 2006 son los siguientes:
| P. K.                   | IMD | Ligeros | Pesados | % Pesados |
| ----------------------- | --- | ------- | ------- | --------- |
| 1+000 (Cuacos de Yuste) | 230 | 230     | 0       | 0,0       |

## Evolución futura de la carretera
La carretera se encuentra acondicionada dentro de las actuaciones previstas en el Plan Regional de Carreteras de Extremadura.